# Megachile chilopsidis
Megachile chilopsidis är en biart som beskrevs av Cockerell 1900. Megachile chilopsidis ingår i släktet tapetserarbin, och familjen buksamlarbin. Inga underarter finns listade i Catalogue of Life.